# Permissio
Bij een permissio of epitrope (ook toegeving) is een stijlfiguur waarbij een spreker het uiteindelijke oordeel aan het publiek overlaat. 
Vaak kan deze (geveinsde) bescheidenheid nauwelijks verhullen dat de spreker zopas zelf onmiskenbaar stelling heeft genomen, of dit onmiddellijk zal doen.
voorbeelden
- Toegegeven, het is een wat boute bewering, maar ...
- Zie ik het verkeerd, dat is toch een ets van Rembrandt?